# Aconitum contortum
Aconitum contortum är en ranunkelväxtart som beskrevs av Achille Eugène Finet och Gagnep.. Aconitum contortum ingår i släktet stormhattar, och familjen ranunkelväxter. Inga underarter finns listade i Catalogue of Life.